# Lee Eun-hye
Dans ce nom coréen, le nom de famille, Lee, précède le nom personnel Eun-hye.
Pour les articles homonymes, voir Lee.
Lee Eun-hye (en coréen 이은혜), née le 2 mai 1995 dans la province de Hebei en Chine, est une pongiste sud-coréenne.
Elle remporte l'Open de Biélorussie de tennis de table en 2013, et la médaille de bronze par équipe lors des Jeux asiatiques en 2022.
Elle fait partie de l'équipe de Corée du sud qui remporte la médaille de bronze lors de la compétition par équipes des Jeux olympiques de 2024. Elle est classée no 42 mondiale en 2024.